# 克里米亚

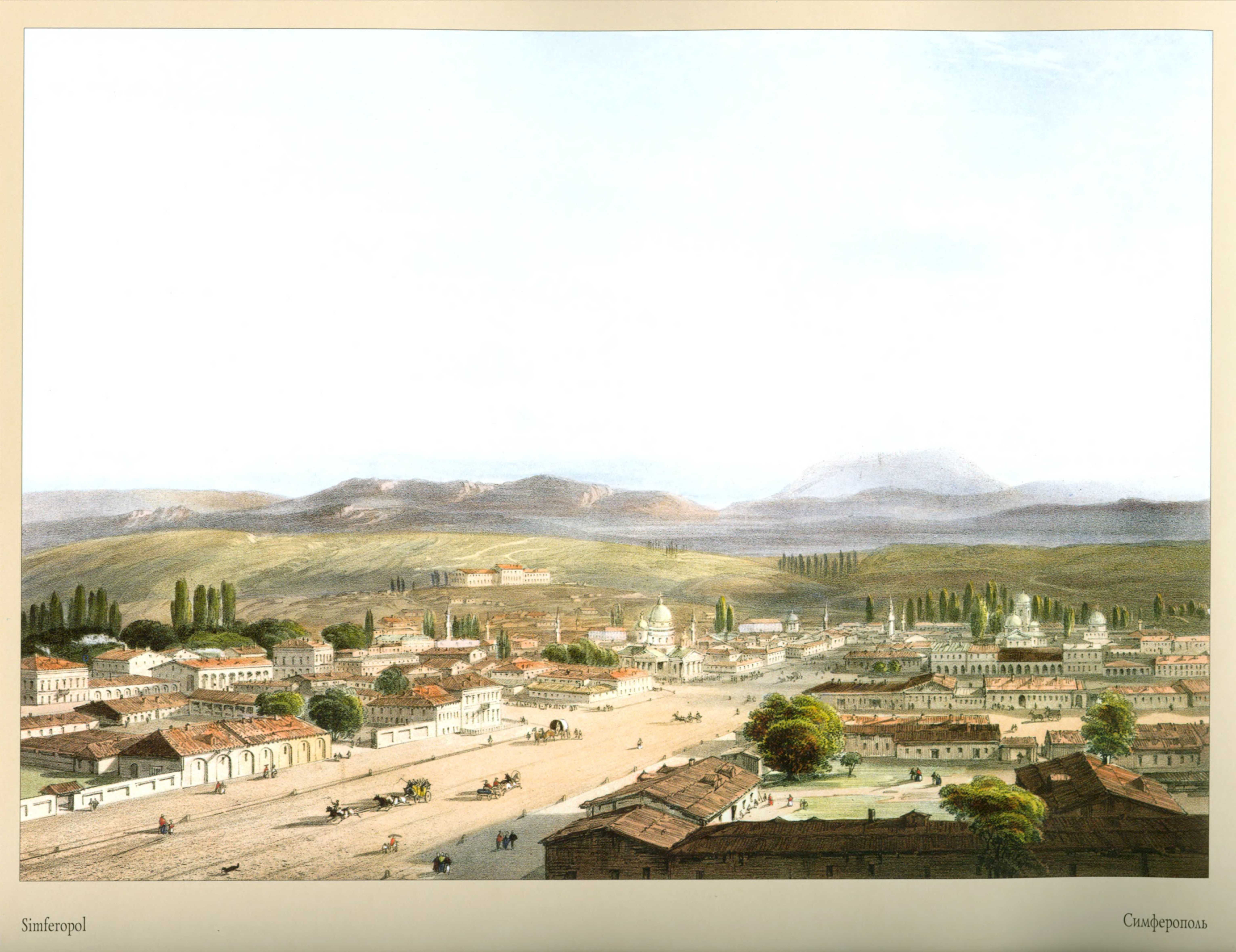
1856年的辛菲罗波尔

巴拉克拉瓦灣

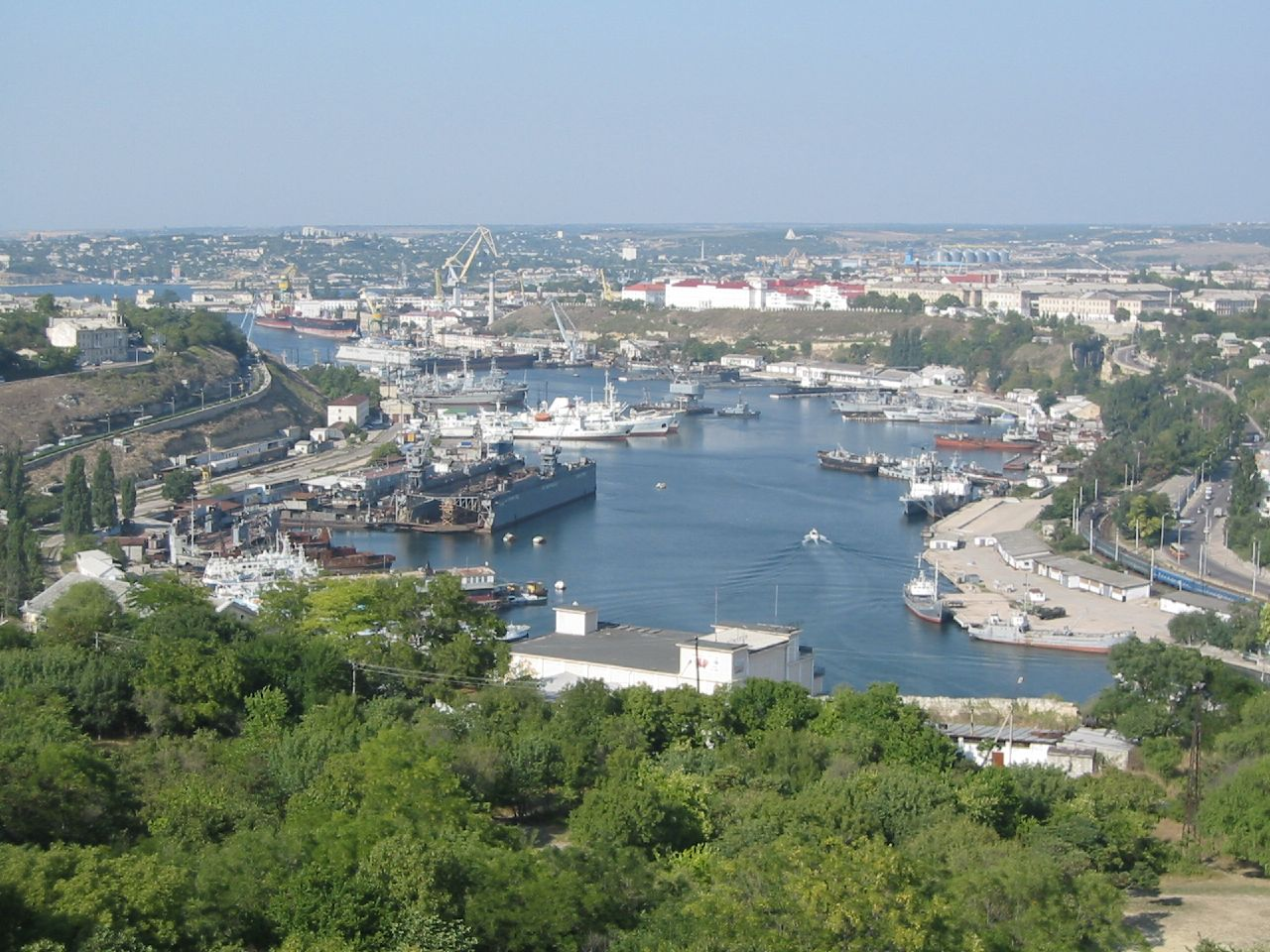
塞瓦斯托波爾南灣，黑海艦隊母港

克里米亚半岛（羅馬化：Krymskyi pivostriv，羅馬化：Krymskiy poluostrov），简称克里米亚或克里木，是黑海北岸的一个几乎完全被海包围的半岛。東部為刻赤半島，與大陸隔刻赤海峽相望。克里米亚自治共和国包含几乎整个克里米亚半岛，行政上与位于半岛西南方的塞瓦斯托波爾直辖市分离。當前克里米亚被俄軍占领，被俄羅斯聯邦吞併。
2014年克里米亞危機中，俄方派出无国籍标识的俄军部队进入乌克兰境内，占领了克里米亚各战略要点。随后克里米亚自治共和国于2014年3月11日宣布联合塞瓦斯托波爾從烏克蘭獨立。俄政府一面宣称“无意吞并克里米亚” ，“已召回俄军部队” 一面却于2014年3月16日举办了不受国际承认的公投，成立新的克里米亚共和国并正式宣布脱离乌克兰，加入俄罗斯联邦。3月17日，俄方自行宣称约97%的選民支持克里米亞從烏克蘭獨立並加入俄羅斯，克里米亚自治共和国与塞瓦斯托波爾的投票率均超过八成。但烏克蘭政府、美國、歐盟以及大部分国家并不承認此公投。3月18日俄羅斯總統普京批准一項與克里米亞有關接納克里米亞共和國加入俄罗斯並組建新的俄罗斯聯邦主體的條約草案，并于21日正式设立克里米亚联邦管区，包含整个克里米亚半岛。4月11日俄罗斯修订宪法，将克里米亚地区作为俄罗斯联邦主体写入条文。

## 名稱

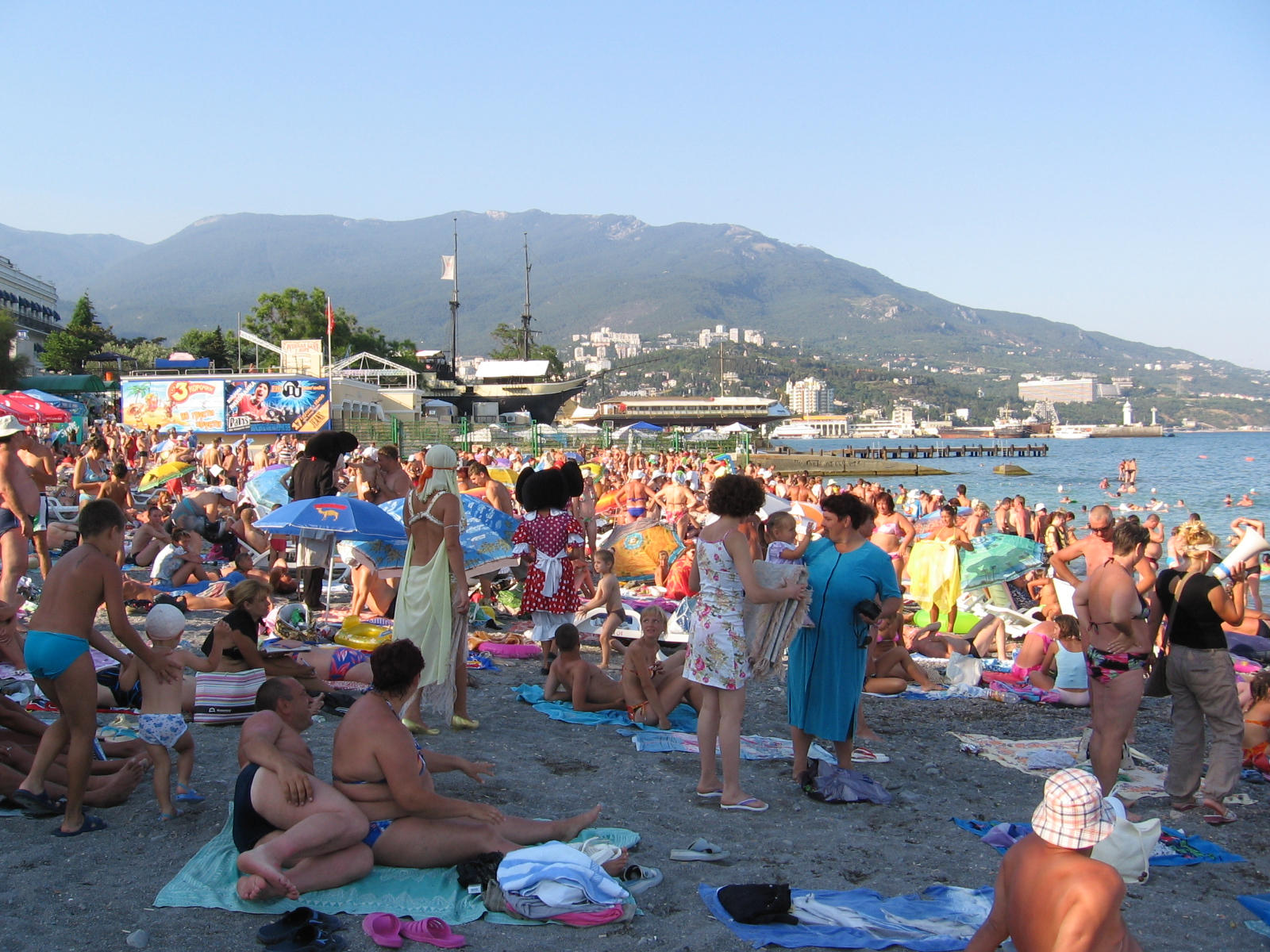
雅爾塔海灘的人群

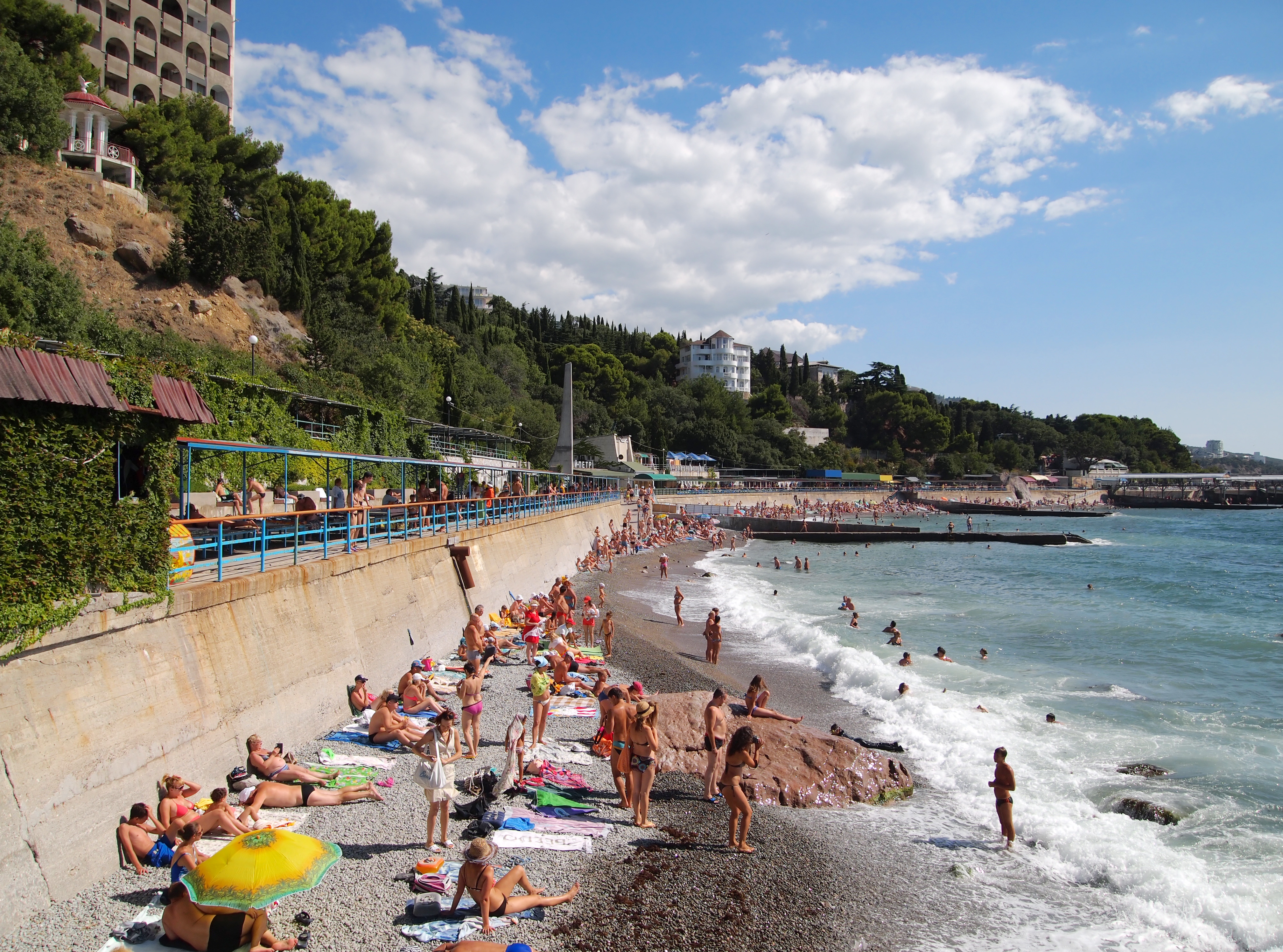
雅爾塔海滩的人群

克里米亞（Crimea）的名字源自鞑靼语“克里木”，是鞑靼人最早期汗王的名字。克里米亞最早名稱是可薩利亞，因為可薩人曾在那裡居住過。也有認為克里米亞的名字是來自一個城市的名稱：Qırım，金帳汗國克里米亞省的首府。大多數研究人員相信Qırım這個詞來自古老的突厥語的「護城河」。但是Qırım也有其他版本的語源，如qır－山丘，-ım－現代克里米亞鞑靼语中的「我的」。古希腊人称克里米亚为陶里斯。

### 中國大陸
中国地图出版社在1980年代、2000年代出版的《苏联地图》、《乌克兰地图》、《中国大百科全书》，均翻译为“克里木”、“克里木半岛”、“克里木自治共和国”。《苏联军事大百科全书》中文版使用的译法是“克里木半岛”、“克里木方面军”、“克里木战役”。俄文对应的拉丁化拼写为Krym。

## 歷史

### 希腊时期

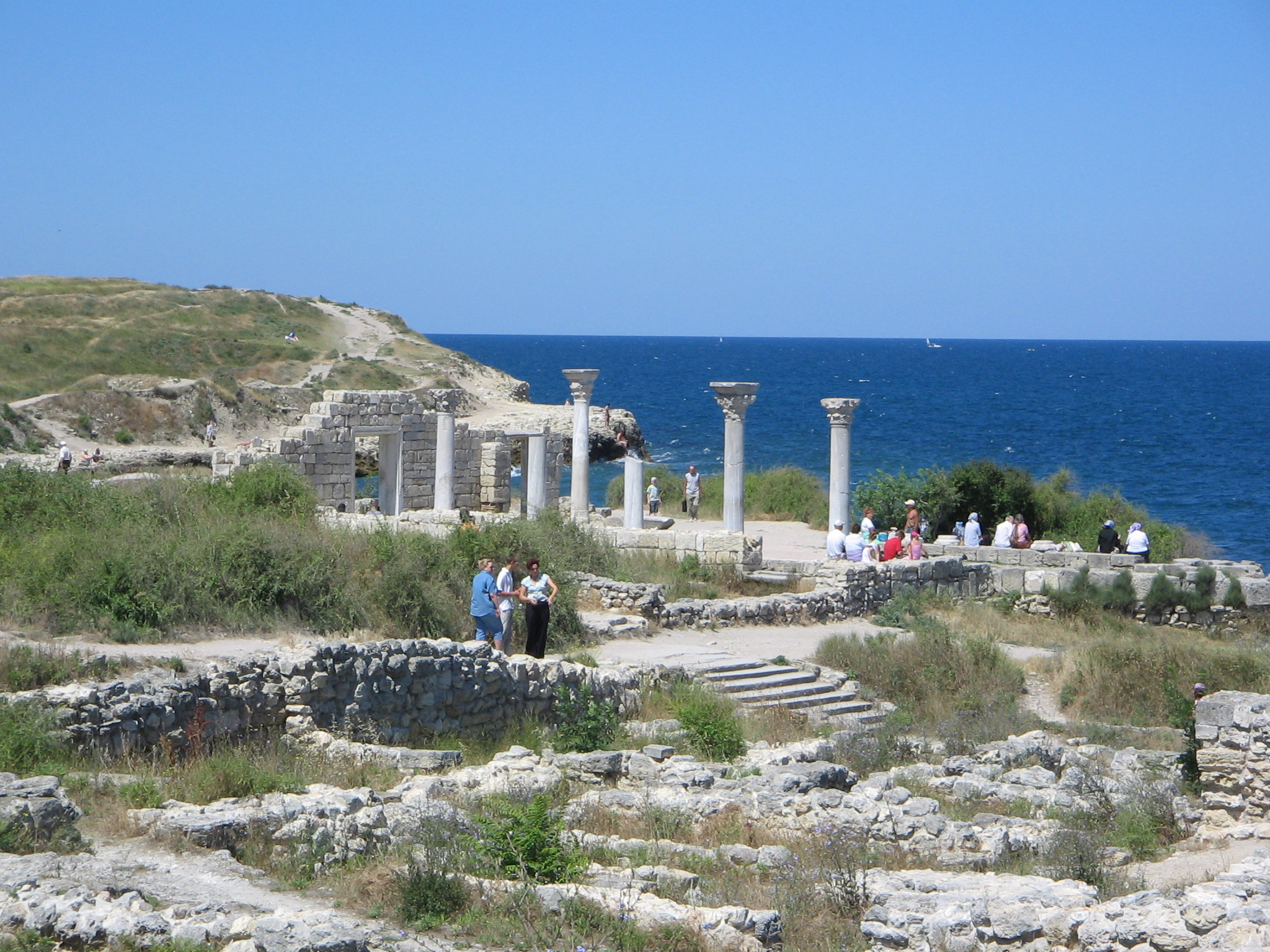
古希臘的殖民地克森尼索，位於塞瓦斯托波爾

今天能够找到的最早在克里米亞半岛定居的人是凯尔特人，前7世纪斯基泰人开始将他们排挤掉，只有在山區还有少数留下来。与此同时希臘人开始在海岸建立殖民地。
前438年这里建立一个叫做博斯普鲁斯王国的国家，这个国家与雅典的关系非常好，它向雅典提供麦和其它货物。

### 罗马时期
前15年，克里米亞半岛海岸上的国家和城市都沦为罗马帝国的附属国。罗马军团在此地驻有军团驻军。在公元3世纪中期，罗马开始放弃在此地区驻军。

### 中世纪
此后克里米亞半岛相继被不同的民族占领：250年被哥特人、376年被匈人、8世纪被可萨人、1016年被拜占廷帝国、1237年前欽察人、1237年被蒙古帝國占领。
13世纪热那亚共和國從當時克里米亞半岛的控制者蒙古金帳汗國購買在半岛的海岸上多个城市。这些繁茂商城一直存在到奥斯曼帝国占领克里米亞半岛为止。

#### 克里米亞汗國
此时鞑靼人已经占领半岛的中部和北部。金帐汗国分裂后，成吉思汗長子朮赤的一个後裔在这里建立一个汗国。最早管理克里米亞的是禿花帖木兒，他是拔都的兄弟。到1430年，他的後人哈吉·格來正式立國，在巴赫切薩賴定都。他是虔誠的穆斯林，因此汗國有強烈伊斯蘭色彩。他死後，次子努儿道剌特和六子明·格來爭位，後來明里·格來得位。1468年，他在卡法訪問，同時鄂圖曼帝国派一支騎兵前往奪取喀法。他在1475年被土耳其人囚禁，但鄂圖曼尊重克里米亞汗國的獨立，因此兩年後獲赦，成為蘇丹的封臣。半島南部由土耳其人統治，汗可以继续统治其余的半岛和北方草原地区，允發行自己的錢幣。他們之間關係特殊，土耳其帝國每有戰事也找韃靼人幫忙。1502年，金帳汗國徹底崩塌，克里米亞成為金帳汗繼承人。
从1478年到1700年，克里米亞汗国是鄂圖曼帝国的一个附属国。這汗國的其中一個收入來源是前往東歐捕捉奴隸，稱為草原民族的收成，卡法城是著名奴隸市場。國內主要是烏克蘭人、白俄羅斯人、俄羅斯人。最大的一次戰事是克里米亞汗國德夫列特一世大汗在1572年圍攻占領莫斯科，捉拿十五萬人，屍骸塞滿莫斯科河並放火燒了莫斯科城。並多次和波蘭立陶宛聯邦發生邊境冲突。從1584年伊斯蘭·格來二世開始，在星期五主麻日上，以土耳其蘇丹的名稱頌胡特巴。在被沙俄併吞前，克里米亞維護伊斯蘭邊界，定期掃蕩南俄，阻止斯拉夫人定居草原。1700年俄罗斯迫使奥斯曼承认克里米亚独立，从1772年起，克里米亚汗王沙希因附属俄罗斯，不久克里米亚贵族起义反对沙希因，沙希因向俄国人请求援助，於是波坦金率7万俄军到达克里米亚，1783年俄罗斯在占领该区域83年后通过法律正式将整个克里米亞半岛纳入版图。

### 近代

#### 俄羅斯與克里米亚战争
1854年至1856年间，克里米亚战争爆发。最终，俄罗斯帝国保住克里米亚控制权，但由于失去巴尔干半岛的控制權，因而战败。

### 一戰時期
1918年2月第一次世界大戰晚期，德意志帝國發動拳擊行動進攻苏俄，德軍及奧軍迅速攻入烏克蘭，親德的烏克蘭人民共和國成立。1918年3月列寧的紅軍消滅了在1917年12月獨立的克里米亞人民共和國建立了共產政權塔夫里蘇維埃社會主義共和國，但並不長久，4月德軍發動克里米亞行動攻占克里米亞全境，推翻了塔夫里蘇維埃政權，將其歸還烏克蘭。
11月11日德國投降及一战結束後，蘇軍全面收復布列斯特條約的德國占領区，包括波羅的海國家、波蘭、白俄、烏克蘭和克里米亞，1919年克里米亞重新被苏俄占领。

### 歸屬蘇聯的二戰战后时期
1945年6月以来克里米亞被降格为州，即克里米亞州。1954年2月19日，在当时的苏共中央第一书记赫鲁晓夫主导下，苏联最高苏维埃主席团通过决议以紀念烏克蘭和俄羅斯簽訂《佩列亞斯拉夫爾條約》統一300週年紀念日的名義，將克里米亞劃出俄羅斯蘇維埃聯邦社會主義共和國，劃入烏克蘭蘇維埃社會主義共和國管轄。
1990年11月19日，《乌克兰苏维埃社会主义共和国和俄罗斯苏维埃联邦社会主义共和国睦邻友好合作条约》在基辅签署。其中第六条内容为“缔约各方应承认并尊重俄罗斯苏维埃联邦社会主义共和国和乌克兰苏维埃社会主义共和国在其现有苏联边界内的领土完整。”，由于签署双方叶利钦和克拉夫丘克都预谋从苏联独立，这是现代俄罗斯唯一一次承认克里米亚属于乌克兰。
1991年1月20日，克里米亚地区改组后举行全民公投，恢复自治共和国地位。随后在全乌克兰公投中有54.19%的公民支持乌克兰独立宣言，希望归属乌克兰，塞瓦斯托波尔则为57.07%。

### 烏克蘭內的自治共和國
苏联解体后，克里米亞半岛成为乌克兰的一部份。半岛上还驻有俄羅斯海軍的黑海舰队，当时情况相当紧张，有爆發战争的可能。乌克兰极端民族主义势力在选举中失利后，情况开始减缓。1992年5月5日，因亲俄派占据多数，克里米亞半岛宣布独立，引發騷亂，5月13日，基辅方面宣称该决定违宪，5月21日独立撤销。同时俄罗斯方面，1992年4月，俄罗斯联邦议会通过了一项声称克里米亚主权的决议。但后来叶利钦在斗争中迫使这一决议失效。
1994 年“克里米亚共和国总统”尤里·梅什科夫（1994-1995 年）任职期间克里米亚再次尝试独立。克里米亚议会通过了“恢复克里米亚共和国宪法基础”的决议，恢复了1992年5月6日修订的克里米亚宪法。该决议于1995年5月18日被乌克兰最高拉达下令取消。1995年3月，克里米亚总统职位被废除。官方的原因是需要使克里米亚自治共和国的宪法和法律与乌克兰宪法和法律保持一致，以确保乌克兰宪法和法律在其全境的至高无上性，并保护乌克兰的宪法和法律、乌克兰的国家主权。
《俄乌友好条约》规定，俄罗斯租借塞瓦斯托波尔军港的部份作为黑海舰队的基地。

### 被俄軍軍事佔領下公投并入俄罗斯
2014年烏克蘭政局動盪不安，2014年2月27日，沒有徽章的俄羅斯蒙面部隊占領克里米亚國會後，阿克肖諾夫被選為克里米亚自治共和國總理。
2014年3月1日，謝爾蓋·阿克肖諾夫向俄羅斯尋求財政及軍事援助，最終俄羅斯聯邦軍派遣2萬2000名大軍進駐克里米亞。
2014年3月5日俄羅斯黑海艦隊鑿沉一艘反潛艦以封鎖克里米亚港口的烏克蘭艦隊。2014年3月6日，克里米亞議會已通過加入俄羅斯的提案，定于3月16日就此舉行公投。
2014年3月11日，在俄軍全面進佔克里米亞之下，克里米亞自治共和国議會發布聲明，議會81位出席議員有78人投下贊成票，通過「宣告克里米亞自治共和國和塞瓦斯托波尔市獨立」。但烏克蘭政府则未予以承认。
2014年3月16日，俄方宣称克里米亚归属公投结果以97%赞成的得票率获得通过，俄占克里米亚当局宣布和俄占塞瓦斯托波爾一起脱离乌克兰，成立新的克里米亚共和国，并准备加入俄罗斯联邦。乌克兰当局在克里米亚公投结果发布之后随即宣布克里米亚议会的决定非法。欧洲理事会主席范龙佩和欧盟委员会主席巴罗佐当天发表联合声明，称克里米亚公投与乌克兰宪法和国际法相违背，因此此次公投是非法的，其结果将不被承认。由美国、德国、法国等国家组成的七国集团也发表声明，称克里米亚公决没有“法律效力”，将不承认公决结果。依照烏克蘭憲法，任何國界或領土改變必須經由全國性（而非地區性）投票。
3月18日，俄羅斯總統普京批准一項與克里米亞有關接納克里米亞共和國加入俄罗斯並組建新的俄罗斯聯邦主體的條約草案，并于21日正式设立克里米亚联邦管区，包含克里米亚共和国与联邦直辖市塞瓦斯托波爾两个联邦主体。
3月21日，俄罗斯总统普京正式签署经联邦议会批准的克里米亚入俄条约，以及规定其地位及边界等细节的宪法条例。这标志着克里米亚入俄的法律程序全部完成。尽管乌克兰政府拒绝承认克里米亚为俄罗斯领土，但仍忠于乌克兰的军队从3月25日开始陆续低调从克里米亚撤离，期間並未交火。
国际上共11国反对有关克里米亚归属俄罗斯公投无效的联合国大会决议：俄罗斯、白俄罗斯、亚美尼亚、玻利维亚、古巴、尼加拉瓜、朝鲜、苏丹、叙利亚、委内瑞拉、津巴布韦。而吉尔吉斯斯坦和阿富汗之后也承认了公投结果。

## 地理

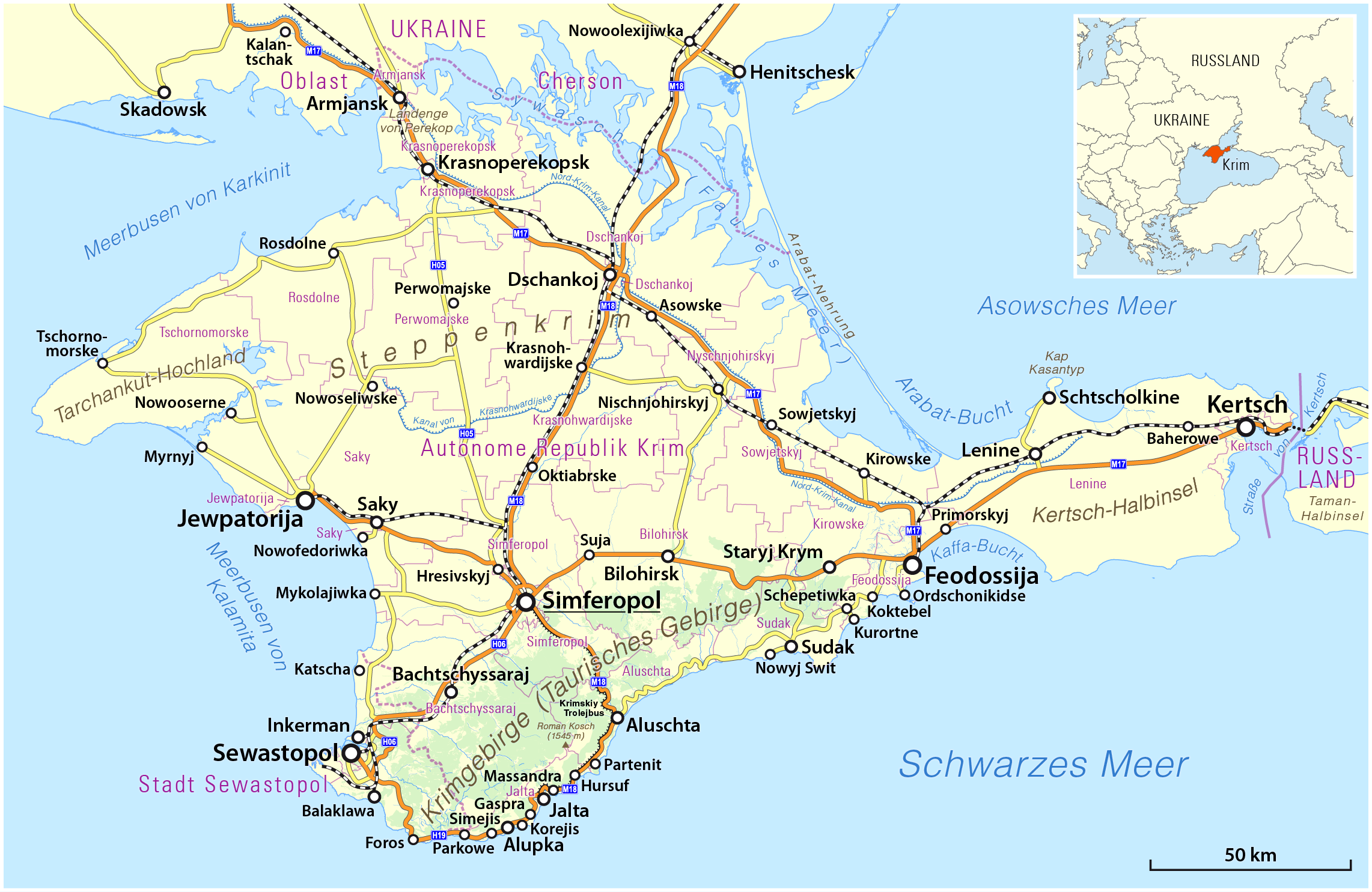
克里米亚半岛版图

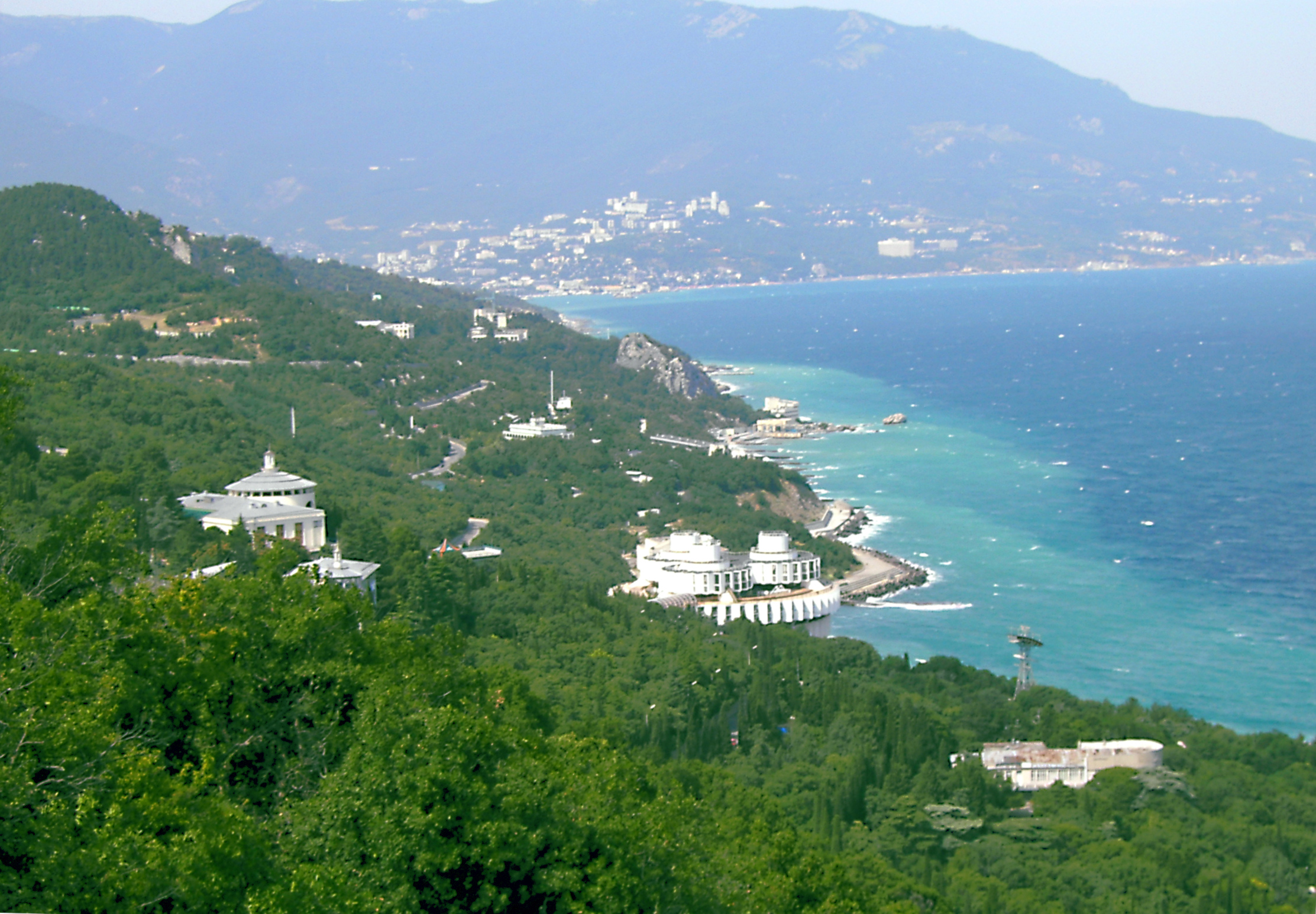
從沙皇路徑看克里米亞山脈和雅爾塔

克里米亞半岛在北部与欧洲大陆通过一条仅数公里宽的皮里柯普地峡相连，其东锡瓦什湖隔开了大陆与半岛。半岛的东部是刻赤半岛，它与大陆隔刻赤海峡相望。刻赤海峡连接黑海和亚速海。
克里米亞半岛的海岸线形成几个海湾和良好的天然港口。在半岛的西北部上是卡尔基尼海湾，在半岛的西南有塞瓦斯托波尔和巴拉克拉瓦等良港，在半岛的东北部有刻赤海湾，在东南部有费奥多西亚海湾及同名的良港。
沿半岛的东南海岸一直延伸到半岛的西南角有與海岸線平行的克里米亞山脉（最高峰Roman-Kosh，海拔1,545米）。半岛其他地方75%的面积是半干燥的草原。在半岛的草原上散佈着许多斯基泰人留下的墓。
半岛的南岸温暖潮湿，是一个疗养胜地。在苏联时代这里是苏联最高领导人的休假地。这里也有许多果园和葡萄园，许多村庄、清真寺、修道院、俄罗斯皇家宫殿以及古希腊和中世纪的城堡聚集在这裡。

### 戰略價值

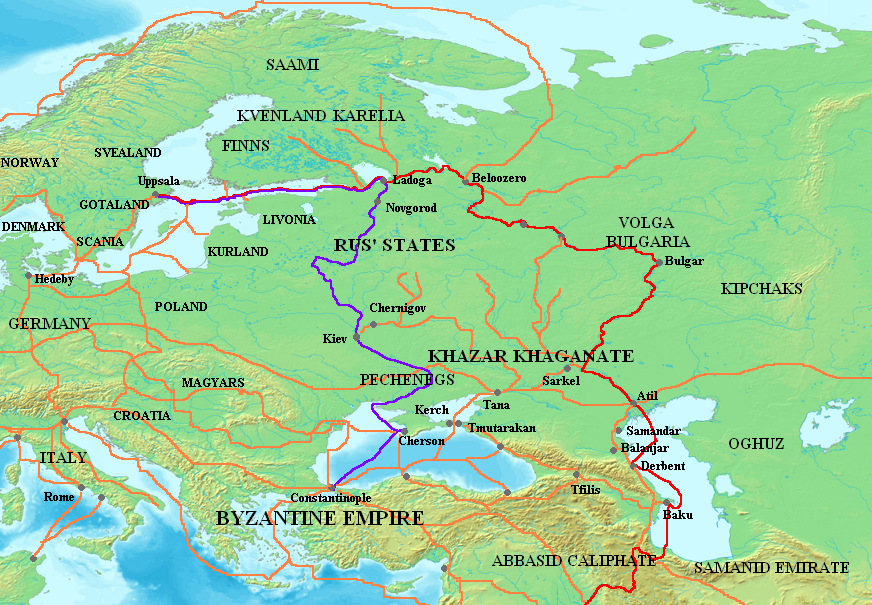
瓦良格人與希臘人的貿易路線（紫線）從烏普薩拉經赫爾松至君士坦丁堡。基輔羅斯的主要中心—基輔本身、諾夫哥羅德和拉多加—都在此條路線上。

克里米亞的黑海港口可快速前往東地中海、巴爾幹和中東地區。因此，克里米亞南岸就是自古以來各大帝國的征服目標（羅馬帝國、拜占庭帝國、鄂圖曼帝國、俄羅斯帝國、英國與法國、納粹德國、蘇聯）。
附近的聶伯河從北向南橫穿歐洲大陸，最終連結黑海與波羅的海，在歷史上是瓦良格人與希臘人的貿易路線。黑海則是連接高加索地區、裏海，與中東歐的經濟通道。
根據2013年國際運輸工人聯盟資料，克里米亞至少有12座正在營運的商港。